# Gene Mako
Constantine Eugene »Gene« Mako (madžarsko Makó Jenő), ameriški tenisač, * 24. januar 1916, Budimpešta, Avstro-Ogrska, † 14. junij 2013, Los Angeles, ZDA.
Gene Mako je v posamični konkurenci največji uspeh dosegel z uvrstitvijo v finale turnirja za Nacionalno prvenstvo ZDA leta 1938, ko ga je v finalu premagal Don Budge, sicer partner v moških dvojicah. Na turnirjih za Prvenstvo Avstralije se je najdlje uvrstil v četrtfinale leta 1938, na turnirjih za Prvenstvo Anglije v četrti krog v letih 1935, 1937 in 1938, na turnirjih za Amatersko prvenstvo Francije pa v tretji krog leta 1938. V mešanih dvojicah je po dvakrat osvojil Nacionalno prvenstvo ZDA in Prvenstvo Anglije, še dvakrat je nastopil v finalu turnirjev za Nacionalno prvenstvo ZDA in enkrat Amatersko prvenstvo Francije. Nacionalno prvenstvo ZDA je enkrat osvojil tudi v konkurenci mešanih dvojic. V letih 1937 in 1938 je bil član zmagovite ameriške reprezentance v tekmovanju International Lawn Tennis Challenge. Leta 1973 je bil sprejet v Mednarodni teniški hram slavnih.

## Finali Grand Slamov

### Posamično (1)

#### Porazi (1)
| Leto | Turnir                   | Nasprotnik v finalu | Rezultat finala            |
| 1938 | Nacionalno prvenstvo ZDA | Don Budge           | 6–3, 6–8, 6–2, 6–12–6, 4–6 |

### Moške dvojice (7)

#### Zmage (4)
| Leto | Turnir                   | Partner   | Nasprotnika v finalu           | Rezultat finala    |
| 1936 | Nacionalno prvenstvo ZDA | Don Budge | Wilmer Allison John Van Ryn    | 6–4, 6–2, 6–4      |
| 1937 | Prvenstvo Anglije        | Don Budge | Pat Hughes Raymond Tuckey      | 6–0, 6–4, 6–8, 6–1 |
| 1938 | Prvenstvo Anglije        | Don Budge | Henner Henkel Georg von Metaxa | 6–4, 6–3, 3–6, 8–6 |
| 1938 | Nacionalno prvenstvo ZDA | Don Budge | John Bromwich Adrian Quist     | 6–3, 6–2, 6–1      |

#### Porazi (3)
| Leto | Turnir                       | Partner   | Nasprotnika v finalu              | Rezultat finala         |
| 1935 | Nacionalno prvenstvo ZDA     | Don Budge | Wilmer Allison John Van Ryn       | 6–2, 6–3, 2–6, 3–6, 6–1 |
| 1937 | Nacionalno prvenstvo ZDA     | Don Budge | Henner Henkel Gottfried von Cramm | 6–4, 7–5, 6–4           |
| 1938 | Amatersko prvenstvo Francije | Don Budge | Bernard Destremau Yvon Petra      | 6–3 3–6 7–9 1–6         |